# 김태현 (1973년)
김태현(金兌炫, 1973년 12월 23일~)은 대한민국의 변호사 겸 대학 교수이고, 은퇴한 전직 정치인이다.

## 주요 이력
그는 2005년 제47회 사법시험 합격자 출신이다.

## 주요 경력
- 2005 - 제47회 사법시험 합격
- 2006 - 제37기 사법연수원
- 2008 ~ 2009 - 삼성그룹 법무실 변호사
- 2009 ~ 2010 - 삼성증권 법무팀 변호사
- 2010 ~ 2016 - 법무법인 준경 변호사
- 법무법인 제이케이 변호사
- 2016 ~ 2017 - 한양대학교 법학과 겸임교수
- 2017 ~ 2017 - 국민대학교 법학과 객원교수
- 2017 ~ 2021 - 법률사무소 준경 변호사
- 2021 ~ 2022 - 법무법인 아리율 변호사
- 2022 ~ - 법률사무소 준경 변호사

## 출연작

### TV 프로그램
- SBS 《뉴스 브리핑》
- 채널 A 《직언직설》
- 채널 A 《뉴스 TOP10》
- TV조선 《뉴스 뱅크》
- TV조선《모-던 인물史 미스터.리》

### 라디오 프로그램
- 《백성문 오천만의 변호인》 (EBS FM, 2018년)
- 《정치인싸》 (MBC 표준FM, 2020년)
- 《김태현의 정치쇼》 (SBS 러브FM, 2021년)